# Condado de Powell (Montana)
O Condado de Powell é um dos 56 condados do estado norte-americano de Montana. A sede de condado é Deer Lodge, que é também a sua maior cidade. O condado tem uma área de 7288 km² (dos quais 28 km² estão cobertos por água), uma população de 15 694 habitantes, e uma densidade populacional de 2,2 hab/km² (segundo o censo nacional de 2000). O condado foi fundado em 1901 e o seu nome provém do Monte Powell, cujo nome por sua vez homenageia John Wesley Powell (1834-1902), explorador e ambientalista.